# T41/42次列车
T41/42次“秦岭山泉号”列车，是中国铁路运行于首都北京至陕西省会西安的一趟特快列车，自1959年6月11日起开行，现由西安局集团西安客运段北京二队负责客运任务。列车使用中国铁路25K型客车，沿京广铁路、石太客运专线、太中银铁路及包西铁路运行，途经北京、河北、山西、陕西四省市，全程1279公里，是中国西北进京的客流最大的列车，也是西北第一对使用空调的列车。其中北京西站至西安站运行13小时18分，使用车次为T41次；西安站至北京西站运行13小时13分，使用车次为T42次。截至2007年，列车已连续28次蝉联铁道部“红旗列车”称号，并先后获得“五一劳动奖状”、铁道部“火车头奖杯”、“安全优质标准车”及“国家级卫生列车”等殊荣，被誉为“西北第一车”。

## 历史

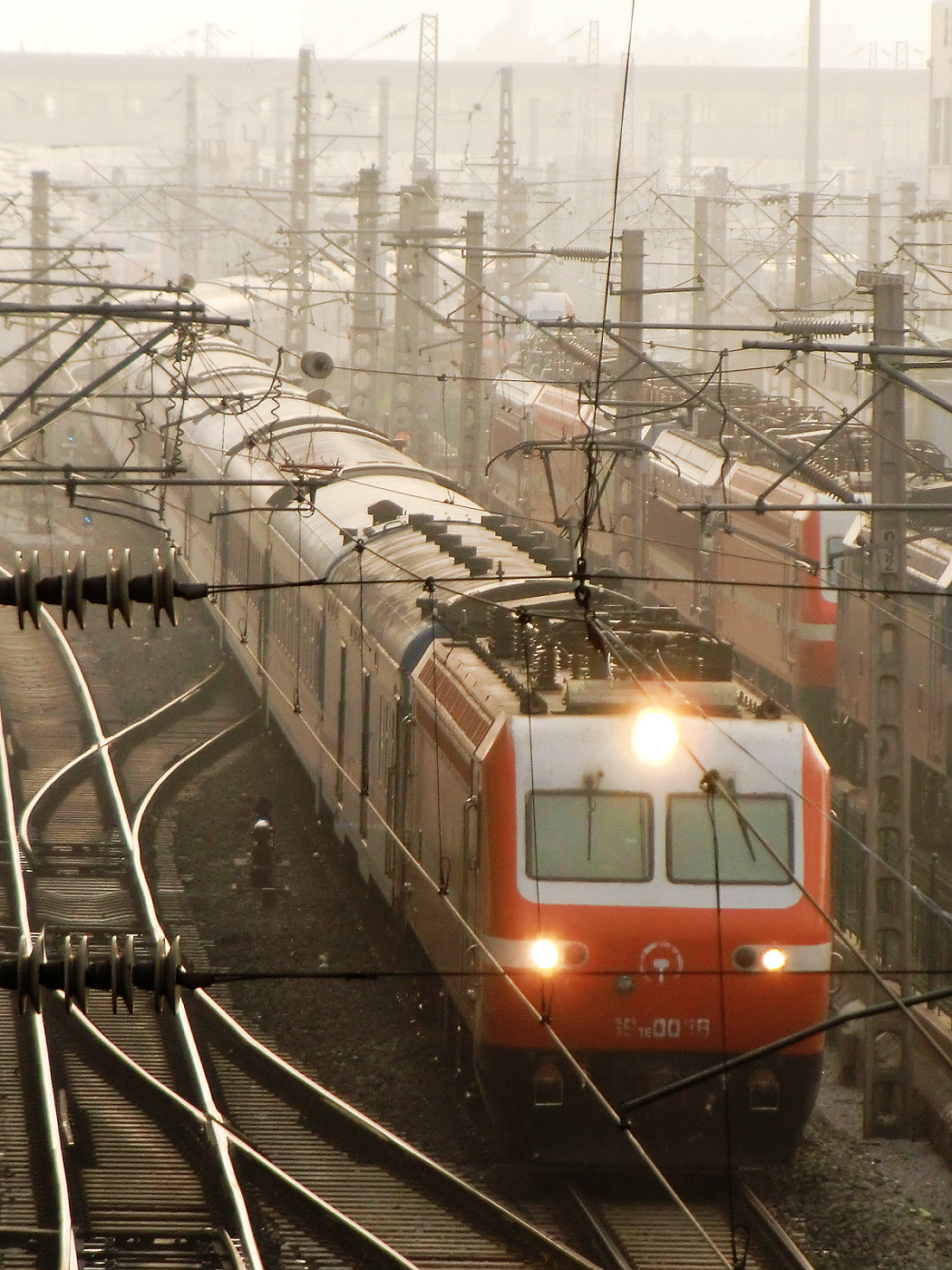
配属西安机务段的韶山7E型电力机车第0088号牵引T42次列车驶出西安站，2011年

1959年6月11日，中国铁路调整列车运行图，增开了西安至北京的79/80次直快旅客列车，经由陇海铁路、京广铁路运行，经郑州站折角换向。1971年调图，79/80次列车改为经由京广铁路、石太铁路、同蒲铁路及陇海铁路运行，经太原站折角换向。
1975年1月，邓小平进入中央高层领导核心、主持国务院日常工作后，开始整顿铁路问题，并进行了自1949年以来最大规模的一次调图；在这次调整中，79/80次列车恢复为经由陇海铁路、京广铁路运行，同时车次改为179/180次，经南同蒲线进京的走向则独立成135/136次直快。
1977年，中国铁路开展“红旗列车”竞赛，179/180次与135/136次（今K126/127、K128/125次列车）两对京西直快列车被铁道部命名为“红旗列车”，成为西安铁路局第一批红旗列车。
1985年10月，西安铁路局合并入郑州铁路局，成为西安铁路分局（直至2005年3月18日），车次也作出了调整，其中179/180次列车车次改为279/280次（跨两局），等级仍为直快列车。1991年，279/280次直快列车升级为特快旅客列车，车次改为41/42次，同时开始使用25A型空调客车，成为中国西北地区第一对空调旅客列车，而西安也成除上海、广州之外拥有两对进京特快的城市，至1994年又更换为25G型空调客车。
1996年1月21日，北京西站启用，41/42次列车的始发站由北京站调整至北京西站。1998年10月1日，中国铁路实施第二次大提速，41/42次调整为快速列车，车次改为K41/42次，同时开始使用25K型提速客车。2000年10月21日，中国铁路实施第三次大提速，对全国旅客列车车次进行了大范围调整，K41/42次调整为特快列车，车次改为T41/42次，运行时间缩短约1小时。2003年，T41/42次列车开始编挂RW19K型高级软卧车。
2011年1月11日，中国铁路开始执行新的列车运行图，随着太中银铁路、包西铁路的建成开通，T41/42次列车在柳辛庄站至新丰镇站间改经石太客运专线、太中银铁路及包西铁路运行。
2014年7月，T41/42次列车车底更换为25T型客车运行，至2016年5月15日车底更换回25K型客车，原有的25T型车底随后改用于西安至上海的Z254/251、Z252/253次列车。

## 列车编组

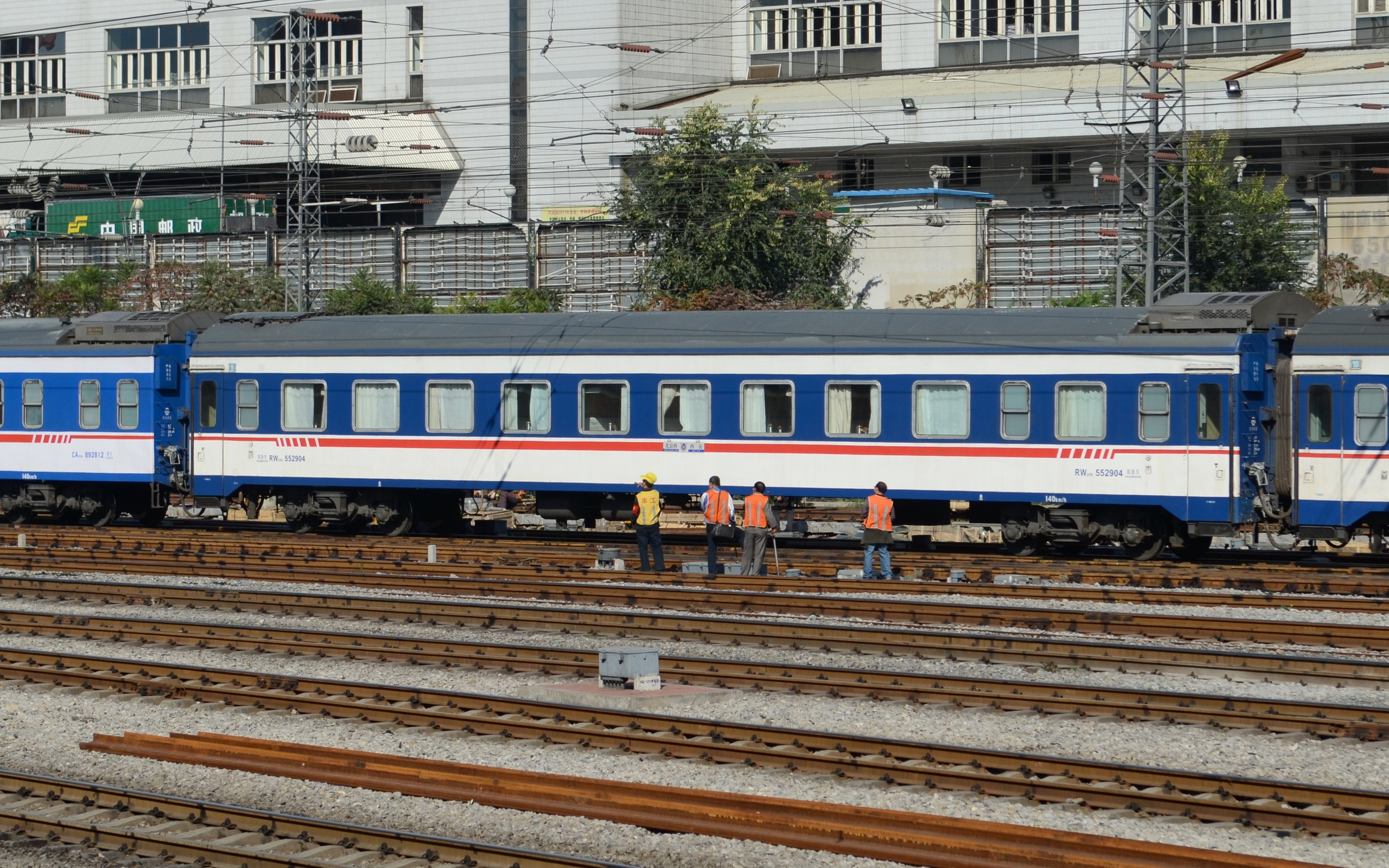
T41/42次列车编组使用的RW25K型软卧车, 拍摄于北京西客站

T41/42次列车使用配属中国铁路西安局集团有限公司西安客车车辆段的中国铁路25K型客车，采取18节车厢编组，其中硬卧车11辆、硬座车3辆，软卧车、餐车、行李车和空调发电车各1辆。该段曾于2003年春运前斥资300余万元人民币，对T41/42次列车的56辆运行车和备用车逐辆整修重新粉刷，并在每节车厢里都配备了陕西旅游景观图，使乘客加深对陕西旅游景观的了解。此外，西安客运段还推出了10项特色服务，并要求列车到终点站前，每个乘务员必须提前10分钟逐格、逐铺、逐人提醒旅客带好行李物品。其中，列车的第三、四包乘组因优异的服务而获得共青团中央、铁道部联合授予的“全国青年文明号”、“全国三八红旗集体”和“女职工先进集体”等称号。
| 车厢编号 | 1                | 2-4          | 5          | 6            | 7-17         | 18           |
| 车型     | KD25K 空调发电车 | YZ25K 硬座车 | CA25K 餐车 | RW25K 软卧车 | YW25K 硬卧车 | XL25K 行李车 |
| 配属     | 西局西段         | 西局西段     | 西局西段   | 西局西段     | 西局西段     | 西局西段     |

## 机车交路

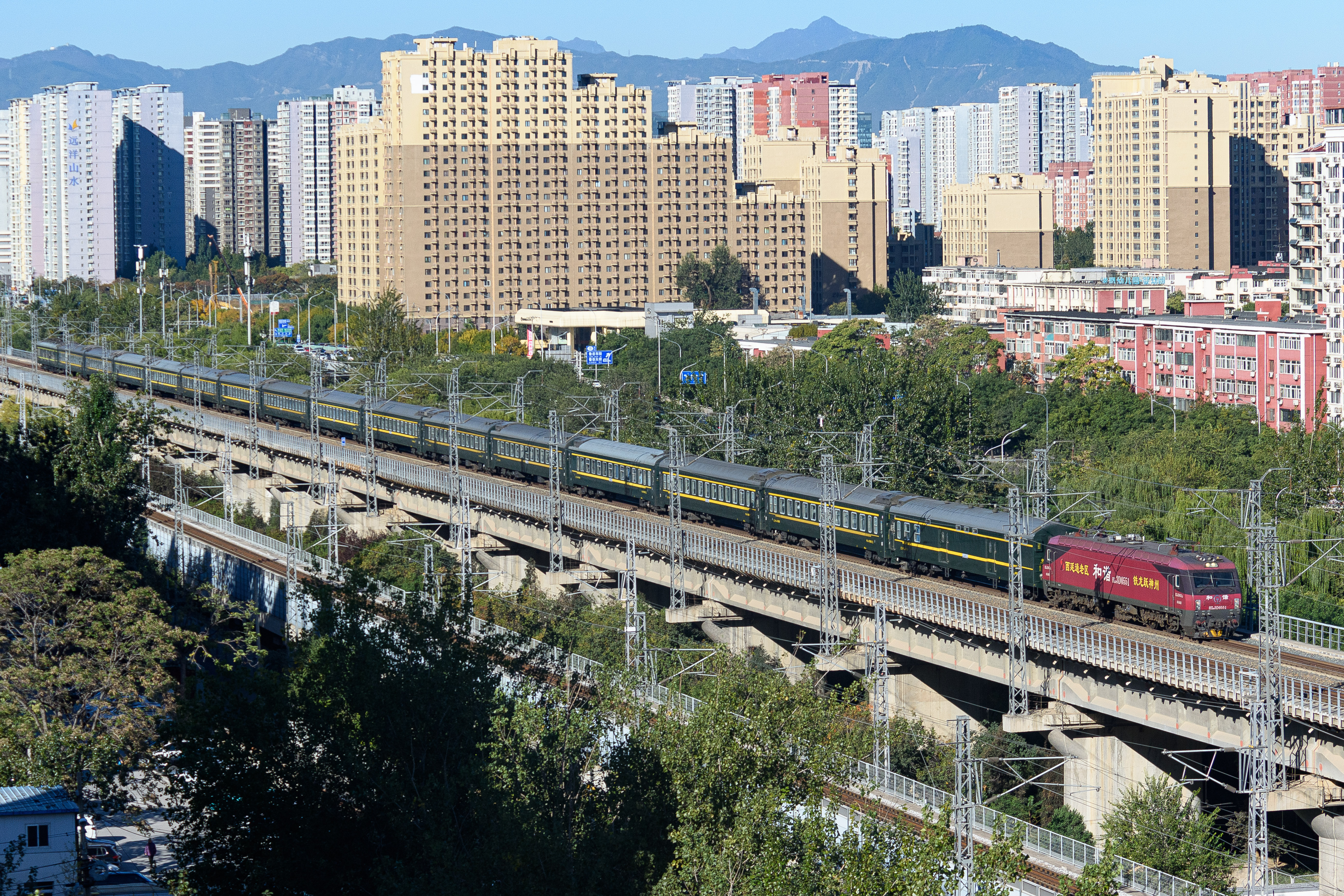
配属西安机务段的和谐3D型电力机车第0551号牵引T42次列车行驶在西长线青塔蔚园段（2023年10月），该机车标有西延铁路广告

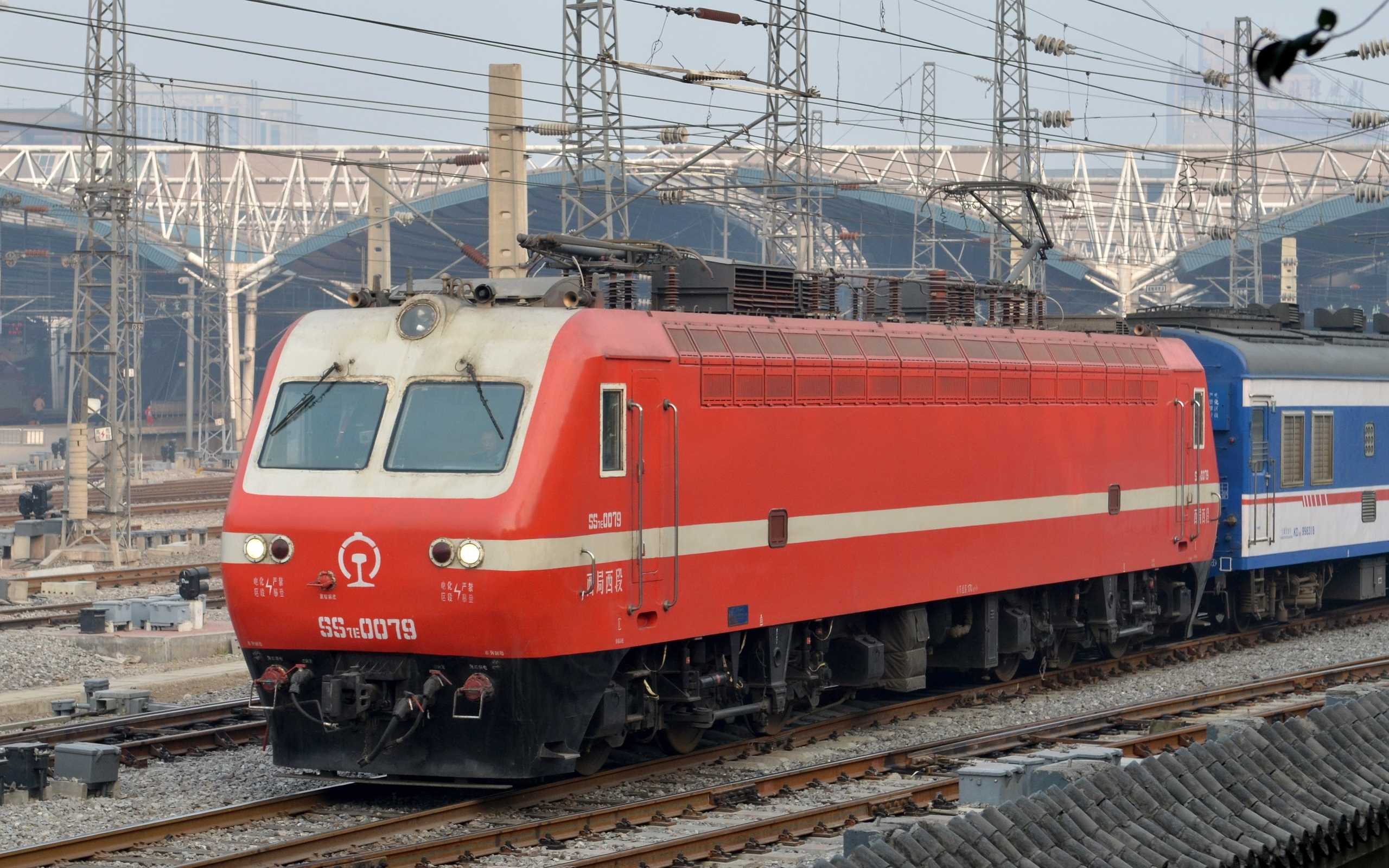
配属西安机务段的韶山7E型电力机车第0079号担当牵引北京西至西安T41次特快列车的任务正驶离北京西客站（2011年10月）

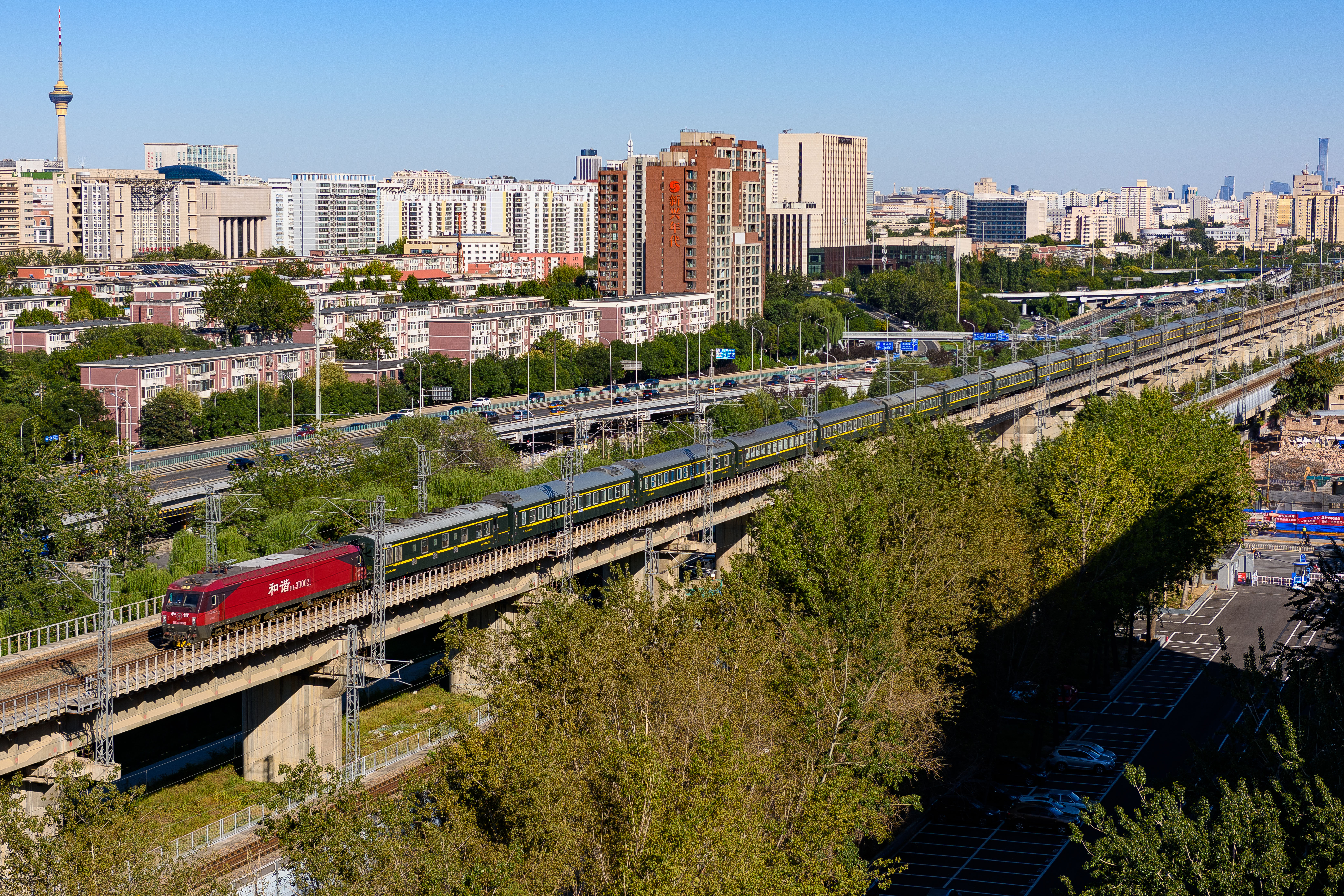
配属西安机务段的和谐3D型电力机车第0021号牵引T41次行驶在西长线青塔蔚园段（2021年10月）

T41/42次列车全程由中国铁路西安局集团有限公司西安机务段使用和谐3D型电力机车担当北京西至西安间机车交路，太原机务段与西安机务段两段机车乘务员在太原站轮乘。而列车在抵达绥德站后会有一次换向。
| 车站区段               | 北京西 ↔ 西安                                     |
| 本务机车 配属 司机更替 | 和谐3D型电力机车 西局西段 太原/西安司机在太原轮乘 |

## 时刻表

### 现行时刻
- 数据截至2025年7月1日运行图调整。

| T41次 | T41次  | T41次 | T41次 | 停靠站 | T42次 | T42次 | T42次  | T42次 |
| 里程  | 天数   | 到点  | 开点  | 停靠站 | 到点  | 开点  | 天数   | 里程  |
| ----- | ------ | ----- | ----- | ------ | ----- | ----- | ------ | ----- |
| 0     | 当天   | —     | 18:46 | 北京西 | 09:20 | —     | 第二天 | 1279  |
| —     | 当天   | ↓     | ↓     | 涿州   | 08:19 | 08:29 | 第二天 |       |
| 146   | 当天   | 20:07 | 20:10 | 保定   | 07:22 | 07:27 | 第二天 | 1133  |
| —     | 当天   | ↓     | ↓     | 定州   | 06:44 | 06:47 | 第二天 | 1073  |
| 516   | 当天   | 23:49 | 23:58 | 太原   | 04:04 | 04:14 | 第二天 | 763   |
| 598   | 第二天 | 00:45 | 00:47 | 文水   | ↑     | ↑     | 第二天 | —     |
| 697   | 第二天 | 01:41 | 01:45 | 吕梁   | ↑     | ↑     | 第二天 | —     |
| 786   | 第二天 | 03:05 | 03:35 | 绥德   | 00:58 | 01:27 | 第二天 | 493   |
| 953   | 第二天 | 05:02 | 05:06 | 延安   | 22:56 | 23:01 | 当天   | 326   |
| —     | 第二天 | ↓     | ↓     | 蒲城东 | 21:09 | 21:12 | 当天   | 108   |
| 1279  | 第二天 | 08:04 | —     | 西安   | —     | 20:07 | 当天   | 0     |

### 历史时刻
| T41次 | T41次  | T41次 | T41次 | 停靠站   | T42次 | T42次 | T42次  | T42次 |
| 里程  | 天数   | 到点  | 开点  | 停靠站   | 到点  | 开点  | 天数   | 里程  |
| ----- | ------ | ----- | ----- | -------- | ----- | ----- | ------ | ----- |
| 0     | 当天   | —     | 18:48 | 北京西   | 09:22 | —     | 第二天 | 1279  |
| —     | 当天   | ↓     | ↓     | 高碑店   | 08:16 | 08:20 | 第二天 | 1195  |
| 146   | 当天   | 20:08 | 20:11 | 保定     | 07:31 | 07:39 | 第二天 | 1133  |
| —     | 当天   | ↓     | ↓     | 定州     | 06:53 | 06:56 | 第二天 | 1073  |
| 291   | 当天   | 21:38 | 21:54 | 石家庄北 | 06:04 | 06:10 | 第二天 | 988   |
| 516   | 当天   | 23:36 | 23:49 | 太原     | 04:13 | 04:19 | 第二天 | 763   |
| 598   | 第二天 | 00:36 | 00:39 | 文水     | ↑     | ↑     | 第二天 | —     |
| 615   | 第二天 | 00:51 | 00:54 | 汾阳     | ↑     | ↑     | 第二天 | —     |
| 697   | 第二天 | 01:41 | 01:45 | 吕梁     | ↑     | ↑     | 第二天 | —     |
| 786   | 第二天 | 03:05 | 03:35 | 绥德     | 01:04 | 01:34 | 第二天 | 493   |
| 953   | 第二天 | 05:02 | 05:07 | 延安     | 23:06 | 23:10 | 当天   | 326   |
| —     | 第二天 | ↓     | ↓     | 蒲城东   | 21:24 | 21:26 | 当天   | 108   |
| 1279  | 第二天 | 08:08 | —     | 西安     | —     | 20:20 | 当天   | 0     |

| T41次 | T41次  | T41次 | T41次 | 停靠站   | T42次 | T42次 | T42次  | T42次 |
| 里程  | 天数   | 到点  | 开点  | 停靠站   | 到点  | 开点  | 天数   | 里程  |
| ----- | ------ | ----- | ----- | -------- | ----- | ----- | ------ | ----- |
| 0     | 当天   | —     | 14:22 | 北京西   | 09:31 | —     | 第二天 | 1279  |
| 146   | 当天   | 15:42 | 15:48 | 保定     | 07:55 | 08:00 | 第二天 | 1133  |
| 291   | 当天   | 17:15 | 17:28 | 石家庄北 | 06:22 | 06:26 | 第二天 | 988   |
| 516   | 当天   | 19:46 | 19:54 | 太原     | 04:20 | 04:26 | 第二天 | 763   |
| 615   | 当天   | 21:07 | 21:10 | 汾阳     | ↑     | ↑     | 第二天 | —     |
| 697   | 当天   | 21:57 | 22:05 | 吕梁     | ↑     | ↑     | 第二天 | —     |
| 748   | 当天   | 22:41 | 22:45 | 吴堡     | ↑     | ↑     | 第二天 | —     |
| 786   | 当天   | 23:10 | 23:45 | 绥德     | 01:10 | 01:42 | 第二天 | 493   |
| 869   | 第二天 | 00:34 | 00:37 | 子长     | ↑     | ↑     | 第二天 | —     |
| 953   | 第二天 | 01:31 | 01:35 | 延安     | 22:58 | 23:03 | 当天   | 326   |
| —     | 第二天 | ↓     | ↓     | 蒲城东   | 21:08 | 21:16 | 当天   | 108   |
| 1279  | 第二天 | 05:42 | —     | 西安     | —     | 20:06 | 当天   | 0     |

## 事故
1980年8月1日晚上6时50分，北京铁路局石家庄机务段的北京型3101号机车，由北京机务段出库准备牵引由北京开往西安的179次直快旅客列车。当机车出库后进行换向并前往车辆停留线5道挂车，由第一端司机室改为第二端司机室操纵，司机将制动阀手把由一端换到二端时，没有发觉未将机车制动阀手把（小闸）完全装入槽内，司机亦未按规定进行试闸便起动机车前进。机车接近列车时准备停车检查车钩，司机发现无法扳动制动阀手把，却没有及时使用自动制动阀，反而将换向手柄从前进位转到后退位，并将司机控制器手柄猛提至9位，试图施加反向负荷迫停机车，导致机车突然向前加速，与准备挂车的179次列车发生正面相撞。事故造成客车中破一辆，179次列车始发晚点3小时16分钟。